# Kaituri (sjö i Kangasniemi, Södra Savolax)
Kaituri är en sjö i kommunen Kangasniemi i landskapet Södra Savolax i Finland. Sjön ligger 112,7 meter över havet. Arean är 61 hektar och strandlinjen är 7,62 kilometer lång. Sjön  ingår i Kymmene älvs huvudavrinningsområde.   Den ligger omkring 56 kilometer norr om S:t Michel och omkring 240 kilometer norr om Helsingfors. 